# Flandriai Matild angol királyné

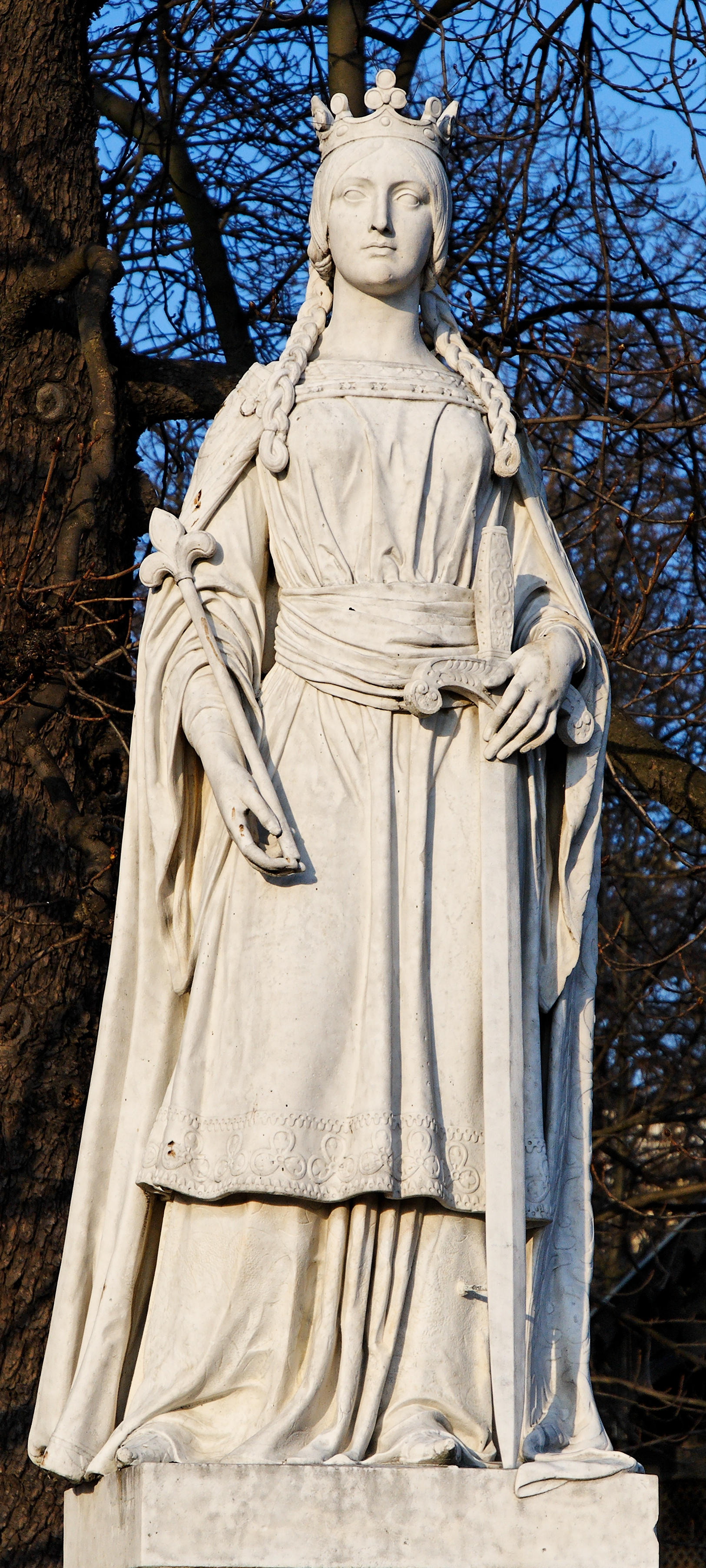
Matilda szobra a párizsi Jardin du Luxembourg-ban

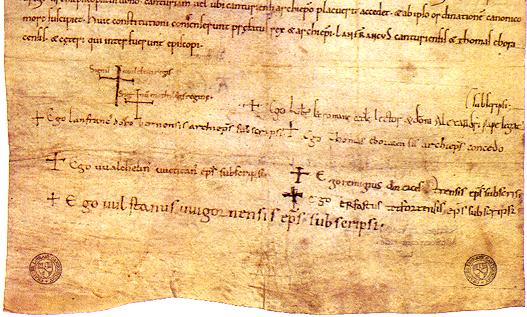
Vilmos és Matilda aláírása a Winchesteri egyezményen, 1072-ből

Flandriai Matilda (1031 – 1083. november 2.) Vilmos normandiai herceg felesége volt.

## Élete
Születési helye és ideje ismeretlen, de szülei második gyermekeként feltehetően azok 1028-as házasságát követően 2-3 éven belül, azaz 1030–32 körül születhetett. Apja V. Balduin flamand gróf. Anyja, Adèle révén II. Róbert francia király unokája. (Matilda férjének, Vilmosnak az apai nagybátyja, III. Richárd normandiai herceg volt. A herceg volt Adèle első férje 1027 januárjától 1027. február 3-ig, Richárd haláláig. Adèle 1027. augusztus 6-án ment hozzá V. Balduinhoz, akitől három gyermeke született: két fiú, Balduin és Róbert, és egy lány, Matilda.)
Házasságának időpontja sem ismert, de valamikor 1049 és 1053 között kelt egybe az akkor még II. Vilmos normandiai herceggel, apja szövetségesével. Vilmos 1066-ban elfoglalta Angliát és I. Vilmos néven uralkodott.
1068 húsvét vasárnapján (ami abban az évben május 11-ére esett) Aldred érsek Matildát Anglia királynéjává koronázta a westminsteri apátságban.
A legenda szerint Matilda rendelte meg és felügyelte a bayeux-i faliszőnyeg elkészítését, amely beszámol Anglia meghódításáról, de ma már ezt nem tartják valószínűnek.
Az Angolszász krónika (Anglo-Saxon Chronicle) szerint Matilda 1083-ban, halottak napján (november 2.) halt meg.

## Utódaik
- Róbert, becenevén „Rövidnadrágos (Curthose)”, mivel örökölte anyja termetét, (1054 – 1134. február 10.), II. Róbert néven Normandia hercege, felesége Sibylle de Conversano. Róbert fia, Guillaume Cliton 1127-28-ban I. Vilmos néven flamand gróf volt.
- Richárd (kb. 1055 – kb. 1081), Bernay hercege, az angliai New Forestben egy szarvas halálosan megsebesítette.
- Adeliza (vagy Alice) (kb. 1055 – kb. 1065), apáca
- Cecília (vagy Cecily) (kb. 1056 – kb. 1126), a caeni Holy Trinity kolostor apátnője
- Vilmos (kb. 1056 – 1100), becenevén „Vörös” (Rufus), apja halála után II. Vilmos néven Anglia királya
- Matilda ( - )
- Konstancia (kb. 1066 – 1090), 1086-tól férje IV. Alan, Brittany hercege, halálát mérgezés okozta.
- Adél (kb. 1067 – 1137), férje István, Blois grófja
- Henrik (1068 – 1135), Normandia hercege és bátyja halála után I. Henrik néven Anglia királya

## Lásd még
- I. Vilmos angol király
- Bayeux-i kárpit